# 孝愍皇后
孝愍皇后（こうびんこうごう）は、明の建文帝の皇后。姓は馬氏。

## 経歴
鳳陽（洪武帝の出身地）の人。光禄少卿の馬全の娘として生まれた。洪武28年（1395年）、皇太孫朱允炆（のちの建文帝）の妃となった。
建文元年あるいは洪武32年（1399年）2月、建文帝が即位し、皇后に立てられた。靖難の変で建文5年（1402年）に燕王（永楽帝）軍が南京を陥落させた際、皇后は自ら火中に身を投じて亡くなった。 
没後、庶人に追降した。南明において、孝愍温貞哲睿粛烈襄天弼聖譲皇后の諡が贈られた。

## 子女
- 朱文奎（太子）

## 伝記資料
- 『明太宗実録』
- 『南明史』